# نیروگاه هسته‌ای بوهونیتسه
نیروگاه هسته‌ای بوهونیتسه (به لاتین: Bohunice Nuclear Power Plant) یک نیروگاه هسته‌ای در اسلواکی است که در Jaslovské Bohunice واقع شده‌است.